# Xanthophenax concolor
Xanthophenax concolor är en stekelart som först beskrevs av Brulle 1846.  Xanthophenax concolor ingår i släktet Xanthophenax och familjen brokparasitsteklar. Utöver nominatformen finns också underarten X. c. vitellina.